# Anoectochilus koshunensis
Anoectochilus koshunensis är en orkidéart som beskrevs av Bunzo Hayata. Anoectochilus koshunensis ingår i släktet Anoectochilus och familjen orkidéer. Inga underarter finns listade i Catalogue of Life.